# Byttneria cordifolia
Byttneria cordifolia là một loài thực vật có hoa trong họ Cẩm quỳ. Loài này được Sagot mô tả khoa học đầu tiên năm 1881.